# Alonso Godina
Alonso Godina (¿? - 28 de febrero de 1630) fue un prelado católico que sirvió como obispo auxiliar de Sevilla desde 1629 hasta su muerte.

## Biografía
El 20 de agosto de 1629 fue nombrado Obispo de Sevilla por el Rey de España y aprobado por el papa Urbano VIII. También fue nombrado obispo titular de Utica. En 1629 fue consagrado obispo por Diego Guzmán de Haros, para tomar el cargo en la Archidiócesis de Sevilla, pero Alonso Godina ha servido como obispo auxiliar de Sevilla hasta su muerte. Godina ha sido uno de los co-consagradores episcopales de Luis Córdoba Ronquillo, quien más adelante se convertiría en el Obispo de Cartagena (1631).